# Jaecoo 7
El Jaecoo 7 és un SUV crossover compacte produït per Chery des del 2023 sota la marca Jaecoo, utilitzat fora de la Xina. Es va presentar durant l'Auto Shanghai 2023 com el prototip Chery TJ-1 C-DM. El model de producció es ven amb dues plaques d'identitat: Chery Explore 06 (xinès: 奇瑞探索06; pinyin: Qíruì Tànsuǒ 06) per al mercat nacional xinès i com a Jaecoo 7 en mercats d'exportació.

## Característiques
El Jaecoo 7 o TJ-1 està propulsat per un motor de gasolina turboalimentat d'1,6 litres acoblat a una transmissió de doble embragatge de 7 velocitats. Un híbrid endollable turbo d'1,5 litres amb una capacitat de 115 kW (156 PS; 154 hp) i 220 N·m (22.4 kg·m; 162 lb·ft) aparellat amb una transmissió híbrida dedicada (DHT) i estarà disponible amb una autonomia elèctrica pura de més de 100 km. Tracció total està disponible. Aquest cotxe també està programat per marcar la introducció de la submarca Jaecoo a Sud-àfrica.
A la Xina, l'interior estarà disponible en blanc i negre amb botons físics mínims, un tauler d'instruments rectangular, una pantalla tàctil de 14,8 polzades, una pantalla i una plataforma de càrrega sense fil. La pantalla d'infoentreteniment funciona amb un xip Qualcomm 8155 i admet FOTA, reconeixement facial i un sistema d'assistència a la conducció de nivell 2 o superior.

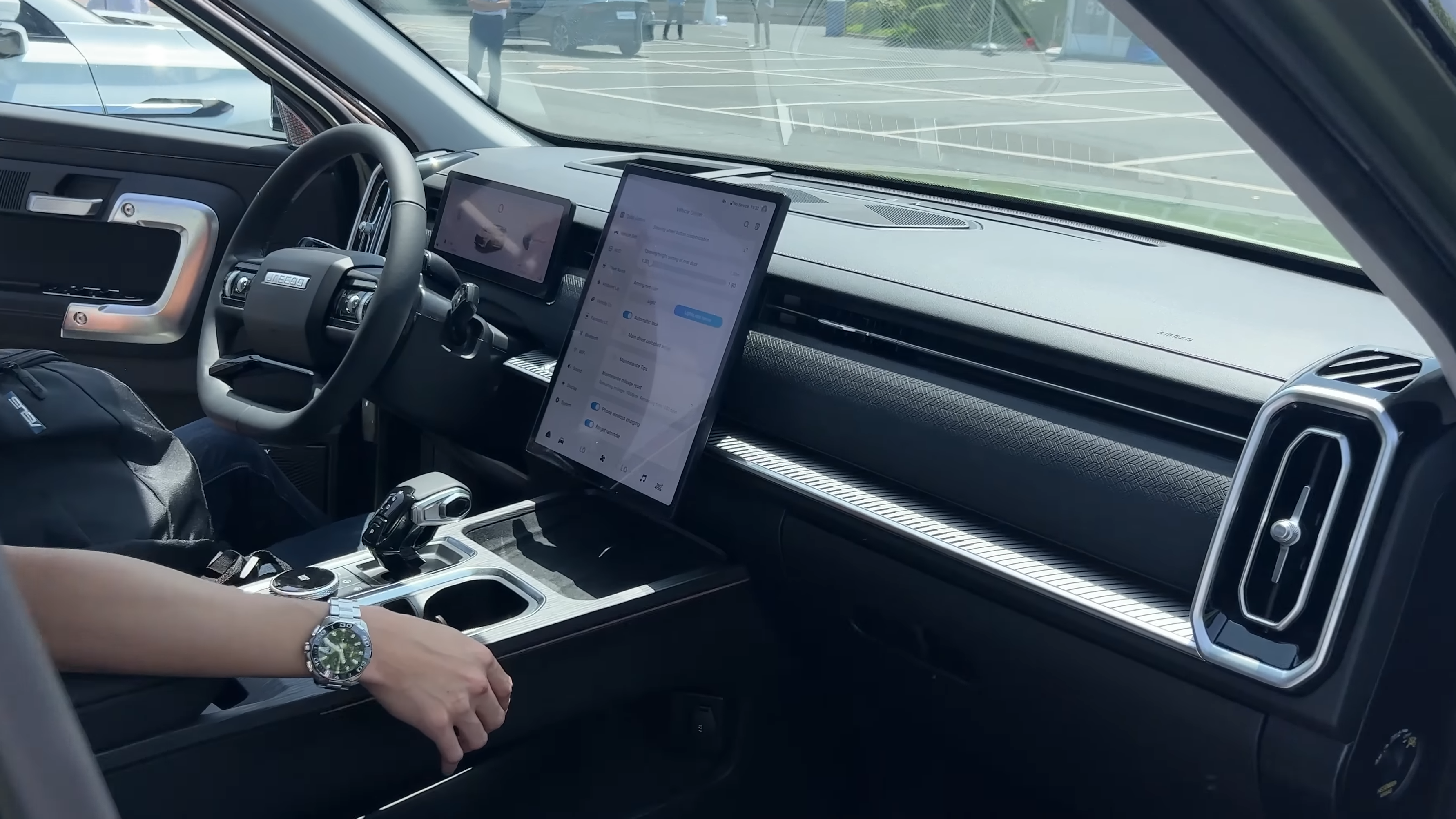
Interior
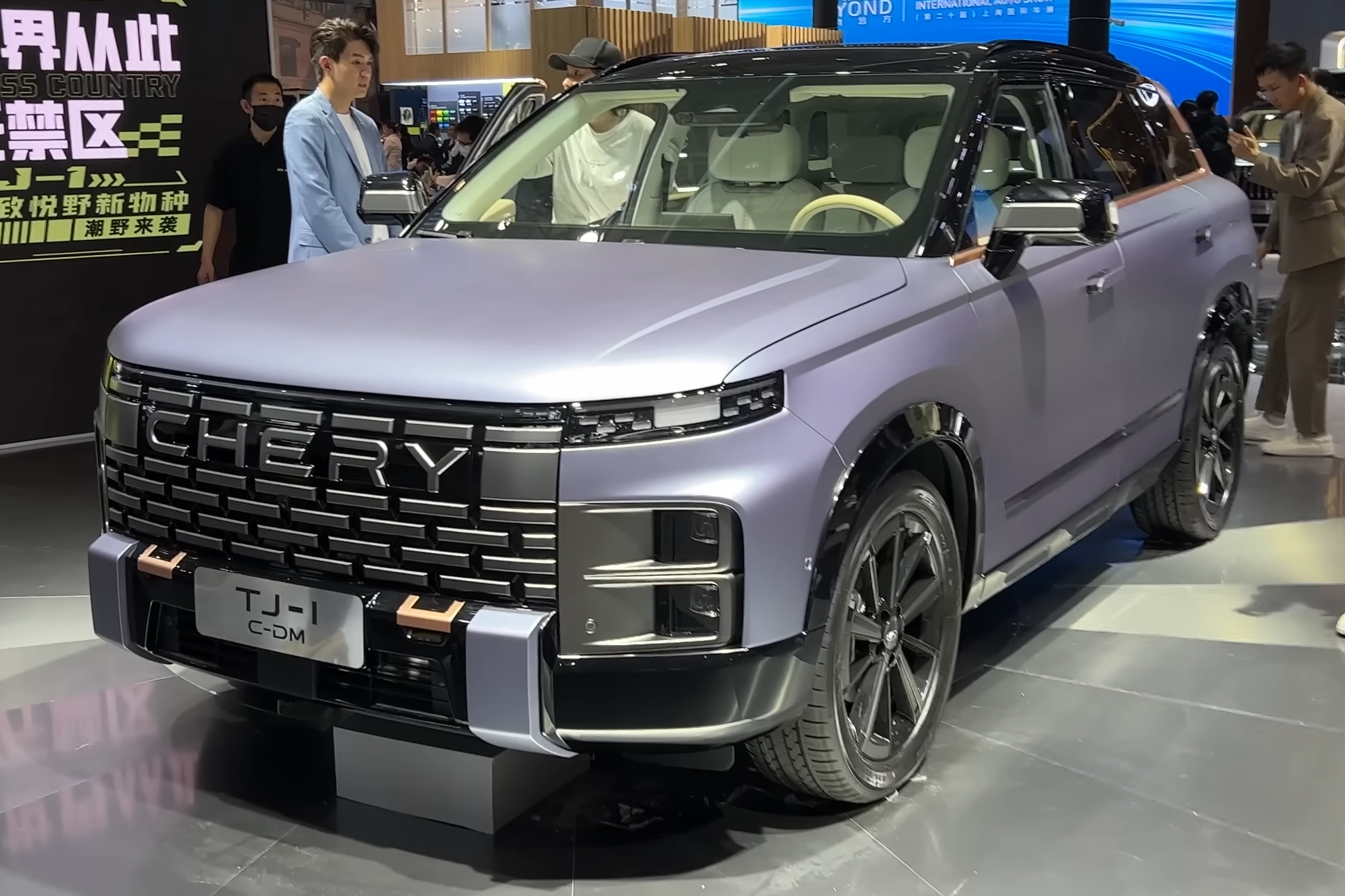
Chery TJ-1 C-DM
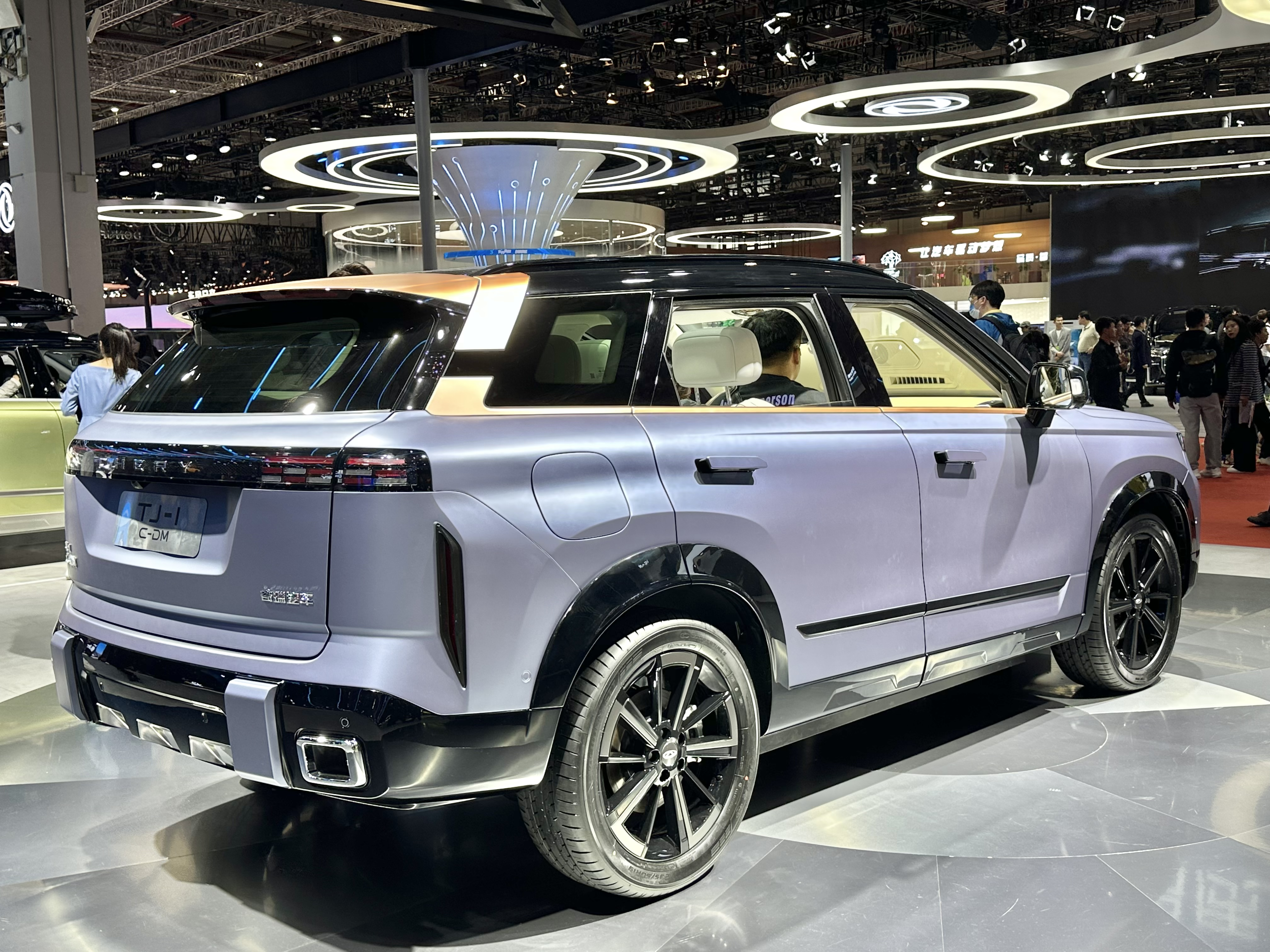
Vista posterior de Chery TJ-1 C-DM